# 软件专利
軟體專利，即计算机程序专利。是为计算机软件所申请的专利，自由資訊基本架構推展協會认为软件专利是「藉由電腦程序以實現任何電腦運作之專利」。软件专利容易滋生专门靠专利官司来获得收益的专利蟑螂。
计算机程序在多数国家不受专利法的保护，通常各国以著作权法保护计算机程序。

## 各国及地区的软件专利情况
在中国大陆地区的司法实践中曾给予计算机程序以专利保护；美國專利法排除「抽象概念」（Abstract Idea），以做為拒絕部分涉及軟體之專利申請；《欧洲专利公约》及德国、英国和法国的专利法规定：计算机程序不受专利法的保护。

## 争议
現今，對於軟體是否應被授予專利仍存有激烈的辯論。關於軟體專利之重要爭點如下：
1. 軟體是否可被授予專利；倘軟體可被授予專利，則將如何區分可被授予專利與不可被授予專利之軟體；
2. 有關對軟體的進步性要件，其適用是否過於寬鬆；
3. 對於軟體授予專利，是否已阻礙創新，而非鼓勵創新。